# Karl Gauti Hjaltason

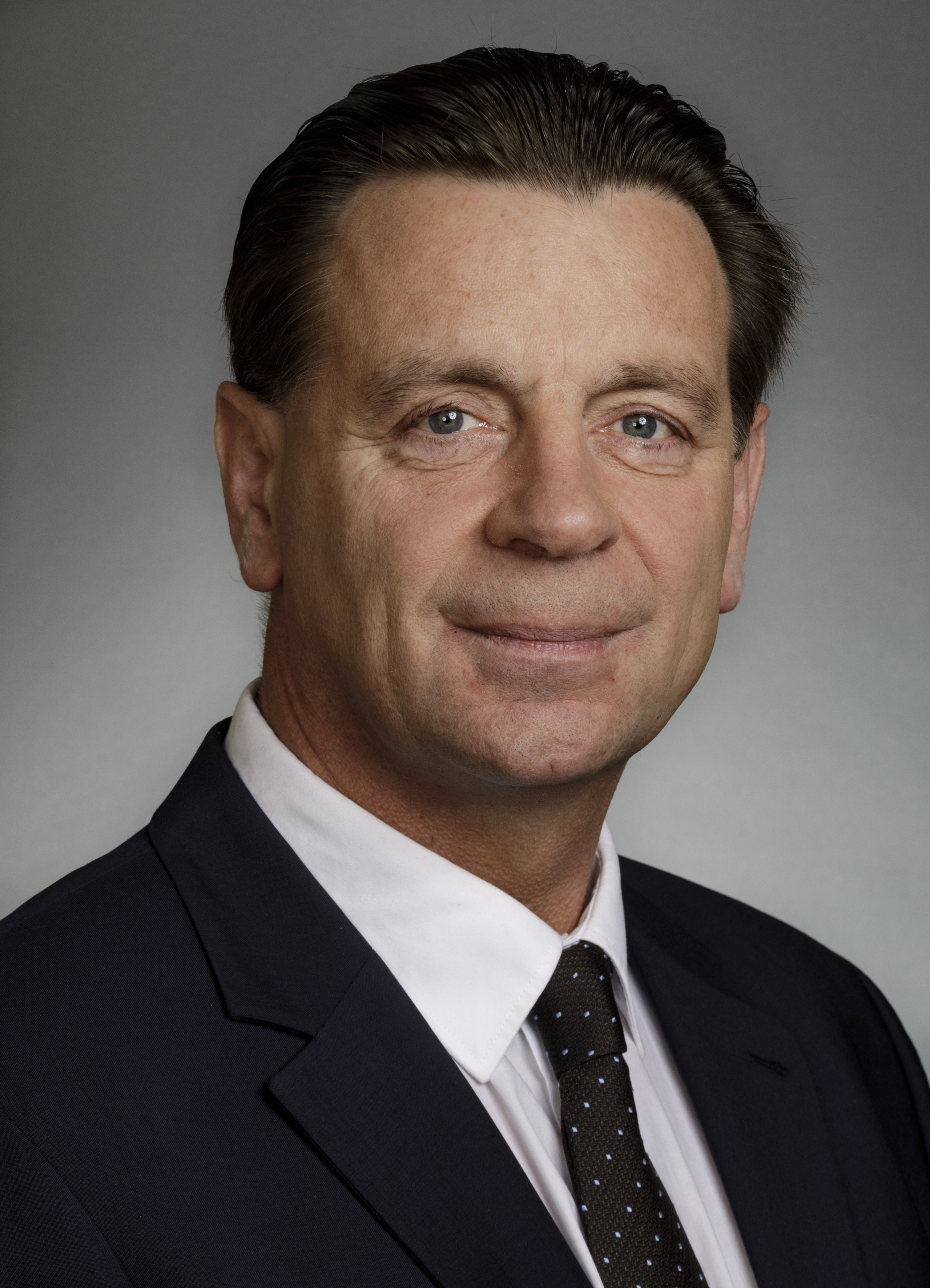
Karl Gauti Hjaltason, 2017

Karl Gauti Hjaltason (* 31. Mai 1959 in Reykjavík) ist ein isländischer Politiker der Zentrumspartei, der bis Ende November 2018 der Partei Flokkur fólksins angehörte. Bei der Wahl 2024 wurde er erneut ins isländische Parlament Althing gewählt, dem er zuvor bereits von 2017 bis 2021 angehört hatte.

## Leben
Karl Gauti Hjaltason ist Jurist (Cand. juris der Universität Island 1989) und erhielt 1996 die Zulassung als Amtsgerichts-Anwalt (héraðsdómslögmaður). 2007 erwarb er einen Abschluss in Management vom Weiterbildungsinstitut EHÍ der Universität Island und der staatlichen Polizeischule. Er war unter anderem von 1998 bis 2014 Polizeivorsteher (sýslumaður) auf den Vestmannaeyjar.
1979 gründete Karl Gauti den Karateclub Þórshamar und war bis 1985 dessen Vorsitzender, von 1985 bis 1998 Vorsitzender des isländischen Karateverbands. Er ist auch Schachspieler und gehörte von 2006 bis 2008 dem Vorstand des isländischen Schachverbands an. Darüber hinaus ist er Gründer und war erster Vorsitzender (2012–2014) der Astronomischen Gesellschaft der Vestmannaeyjar.
Bei der Parlamentswahl vom 28. Oktober 2017 wurde Karl Gauti als Kandidat von Flokkur fólksins für den Südlichen Wahlkreis ins isländische Parlament Althing gewählt. Ende November 2018 wurden er und Ólafur Ísleifsson infolge der Klaustur-Affäre aus ihrer Partei ausgeschlossen. Sie verblieben zunächst als Parteilose im Parlament und schlossen sich Ende Februar 2019 der Zentrumspartei an.
Mit Stand vom März 2019 gehörte Karl Gauti Hjaltason dem parlamentarischen Ausschuss für Umwelt und Verkehrswege an. Bei der Parlamentswahl in Island 2021 schien Karl Gauti zunächst seinen Sitz verteidigen zu können, verlor ihn jedoch durch Verschiebungen, die sich durch eine Nachzählung im Nordwestlichen Wahlkreis ergaben. Karl Gauti und weitere betroffene Politiker hatten dagegen Beschwerden beim Parlament eingereicht, jedoch bestätigte das Althing am 25. November 2021 die Auszählung in allen Wahlkreisen, einschließlich der umstrittenen Nachzählung.
Bei der Parlamentswahl in Island 2024 wurde Karl Gauti Hjaltason wieder ins Althing gewählt, als Vertreter der Zentrumspartei im Südlichen Wahlkreis.